# Curt Heinke

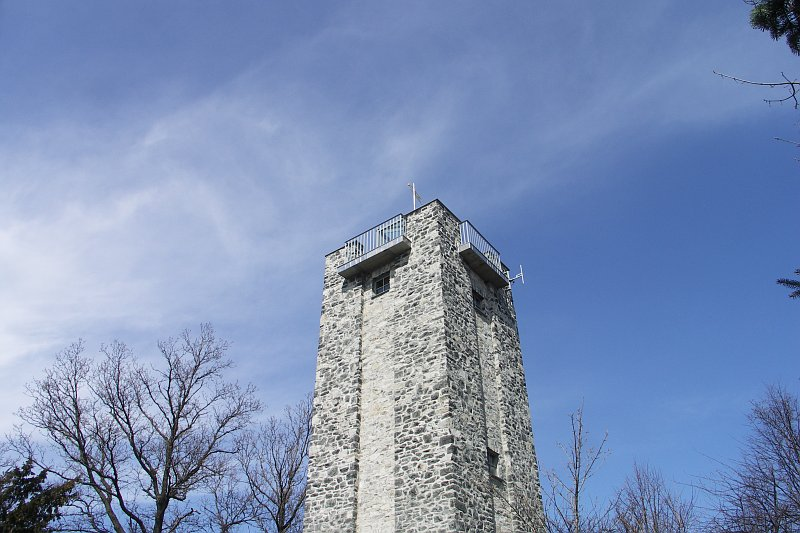
Dr. Curt-Heinke-Turm auf dem Breiteberg

Curt Heinke (* 6. Januar 1890 in Bautzen; † 2. April 1934 in Athen) war ein deutscher Heimatgeologe und Gymnasiallehrer. Er war Gründer des Geologischen Heimatmuseums der Südlausitz, ab 1922 Vorsitzender der Naturwissenschaftlichen Gesellschaft zu Zittau und ab 1929 zugleich Erster Vorsitzender des Verbandes Lusatia der Humboldt-, Fortbildungs- und Gebirgsvereine der Oberlausitz.

## Leben und Wirken

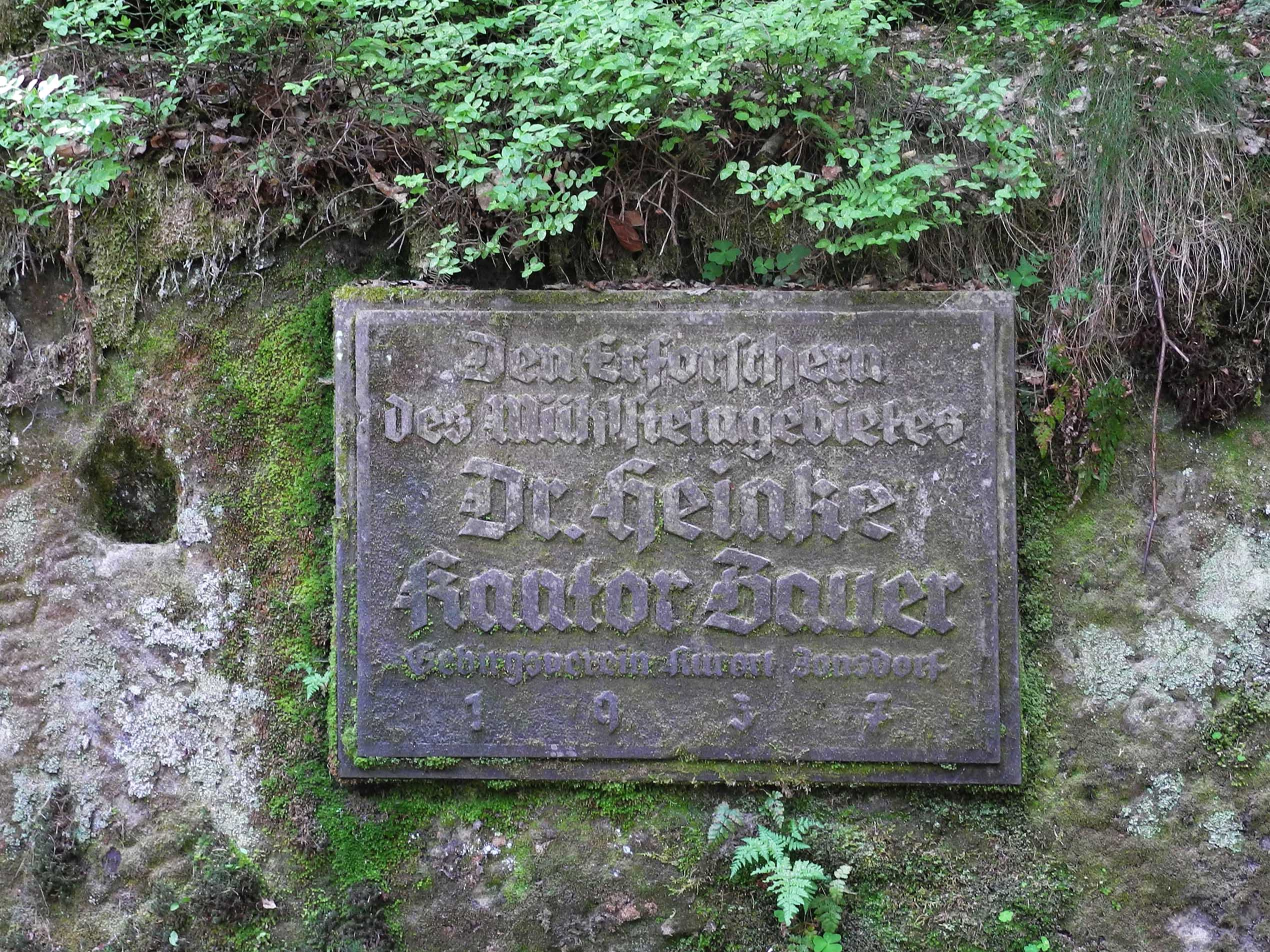
Gedenktafel für Dr. Heinke in den Jonsdorfer Mühlsteinbrüchen

Heinke besuchte die Volks- und Realschule in seiner Geburtsstadt. Von 1906 bis 1909 setzte er seine Schulbildung am Zittauer Realgymnasium fort. Bereits während seiner Gymnasialzeit beschäftigte er sich mit der Geologie und Mineralogie. In dieser Zeit unternahm er Erkundungstouren durch die Oberlausitz und das Riesengebirge, im Sommer 1908 reiste er mit zwei Schulfreunden in die Hohe Tatra. 1909 begann Heinke ein Studium der Erdkunde und Naturwissenschaften an der Philipps-Universität Marburg und der Ludwig-Maximilians-Universität München, das er wegen eines Nierenleidens unterbrechen musste. Danach hielt sich Heinke für mehrere Monate zur Erholung in Ägypten und Italien auf. Ab Oktober 1910 setzte er sein Studium an der Universität Leipzig fort. Im Januar 1913 ging Heinke auf eine neunmonatige Erholungs- und Studienreise durch Südeuropa und Nordafrika, die dabei gemachten geographischen und klimatischen Beobachtungen bildeten 1914 die Basis für seine Dissertation.
Während des Ersten Weltkrieges wurde Heinke auf Grund seiner Krankheit vom Militärdienst ausgemustert. Er setzte sein Studium fort und legte 1915 die Staatsprüfung ab. Anschließend war er bis Ostern 1917 als Lehrer am Oberrealschule Meerane, am 16. April 1917 wechselte er als Lehrer für Geographie und Naturkunde an das Realgymnasium zu Zittau und heiratete im selben Jahre in Zittau. Er betreute seit dieser Zeit die Schulsammlung des Realgymnasiums.
Am 18. Februar 1918 wurde Heinke in die Naturwissenschaftliche Gesellschaft zu Zittau aufgenommen und hielt zwei Monate später dort seinen ersten Vortrag über die Tätigkeit des Windes. In Zusammenarbeit mit dem Landesverein Sächsischer Heimatschutz engagierte sich Heinke für die Rettung geologischer Naturdenkmale, 1921 konnten die Mühlsteinbrüche Jonsdorf auf Initiative des Jonsdorfer Kantors Reinhold Bauer unter Schutz gestellt werden.
Auf Initiative Heinkes führte die Naturwissenschaftliche Gesellschaft vom 27. August bis 10. September 1922 in der Höheren Fachschule für Textilindustrie eine geologische Heimatausstellung durch, die 4500 Besucher hatte. Auf Grund seines Engagements wurde Heinke am 29. Juni 1922 zum Vorsitzenden der Naturwissenschaftlichen Gesellschaft gewählt. An der Volkshochschule Zittau hielt Heinke zwischen Weihnachten 1922 und Ostern 1923 elf Vorträge zu erdgeschichtlichen Themen, anschließend organisierte die Volkshochschule im Sommer 1923 zusammen mit der Naturwissenschaftlichen Gesellschaft zehn gemeinsame geologische Wanderungen, die in den Folgejahren fortgeführt würden. Während der Schulferien bereiste Heinke zahlreiche Staaten in Europa.
Der nach der Heimatausstellung entstandene Wunsch nach einer dauerhaften Ausstellung wurde von den Organisatoren der geologische Wanderungen aufgegriffen, es bildete sich eine Arbeitsgemeinschaft zum Aufbau eines Geologischen Heimatmuseums. Am 28. Oktober 1923 wurde das Museum in den Räumlichkeiten des Zittauer Realgymnasium eröffnet, es hatte in den ersten anderthalb Jahren seines Bestehens ca. 3000 Besucher. Unterstützt wurde Heinke beim Aufbau und der Erweiterung des Museums vor allem durch den Schlossermeister Oskar Mießler. 1925 trat die Naturwissenschaftliche Gesellschaft dem Verband Lusatia der Humboldt-, Fortbildungs- und Gebirgsvereine der Oberlausitz bei. Beim Umbau des Realgymnasiums wurde dem Museum im Winter 1925 auch die ehemalige Rektorenwohnung zur Verfügung gestellt, so dass auch biologische Präparate ausgestellt werden konnten. Perspektivisch sollte das Museum zu einem Heimatmuseum mit allen Sparten der Naturwissenschaften ausgebaut werden. 1928 kauften der Landesverein Sächsischer Heimatschutz und die Gemeinde Spitzkunnersdorf auf Heinkes Initiative den durch einen Steinbruch bedrohten Goethekopf bei Spitzkunnersdorf auf. Weniger erfolgreich war er bei seinem Engagement zur Erhaltung der Basaltrosen im Steinbruch am Steinberg bei Ostritz, die nicht gerettet werden konnten. Am 9. März 1929 wurde Heinke zum Ersten Vorsitzenden des Verbands Lusatia der Humboldt-, Fortbildungs- und Gebirgsvereine der Oberlausitz gewählt.
1929 erhielt Heinke eine Einladung zum Internationalen Geologischen Kongress in Pretoria. Es gelang ihm seinen Plan einer sechsmonatigen Durchquerung des afrikanischen Kontinents gegen behördliche Widerstände durchzusetzen und die Finanzierung sicherzustellen. Mit der Watussi schiffte er am 17. Mai 1929 von Hamburg nach Walvis Bay in Südwestafrika. Mit der Eisenbahn bzw. dem Auto bereiste er den nördlichen Teil von Südwestafrika und besichtigte das Kupferbergwerk in Tsumeb, Zinnbergwerke und Dioptasfundorte im Otavibergland sowie die Beryllfundorte an der Spitzkoppe und dem Waterberg. Anschließend reiste er über Kapstadt, wo die Kongressteilnehmer empfangen und nach Exkursionen zu den Diamantbergwerken von Kimberley und den Goldfeldern von Johannesburg zum Tagungsort geleitet wurden. Die Rückreise trat Heinke über das Betschuanaland und Südrhodesien an, wo er Asbest-, Chromerz- und Goldbergwerke besichtigte. Weitere Stationen seiner Reise waren Nordrhodesien, wo er die Victoriafälle besuchte, und über Lusaka zu den Kupfergruben der Provinz Shaba im Kongo-Freistaat reiste. Per Schiff fuhr er auf dem Lualaba von Bukama nach Kabalo, anschließend reiste Heinke mit der Bahn zum Tanganjikasee und nach Daressalam in Tanganjika, besuchte Sansibar und fuhr von Tanga an den Usambara-Bergen vorbei zum Kilimandscharo, den er wegen des straffen Reiseplans nur bis in eine Höhe von 4500 m bestieg. Anschließend reiste er über den Victoriasee nach Uganda. Von Kampala aus trat er auf dem Weißen Nil die Rückreise über Khartum nach Kairo an, von wo er am 22. November 1929 abreiste. Von der Afrikareise kehrte Heinke mit neuen Erkenntnissen zur Geologie, Geographie und Ethnographie sowie gesammelten Mineralen und Gesteinen zurück. Am 29. November wurde er von zahlreichen Freunden und Schülern auf dem Bahnhof Zittau begrüßt.
Ab Ende 1929 arbeitete Heinke eng mit dem Vermesser Josef Sitte aus Grottau zusammen, der die geologische und kartographische Erfassung der Jonsdorfer Mühlsteinbrüche vornahm.
Nachdem es in den Jahren zuvor in Tongrube Hartau bereits zu kleineren Fossilienfunden gekommen war, wurde im Winter 1928/29 ein aufrecht stehender tertiärer Baumstamm durch den Tonabbau angeschnitten. Mit Zustimmung des Pächters wurde der vier Meter hohe Stubben eines tertiären Mammutbaumes („Sequoioxylon gypsaceum“) mit einem Umfang von sechs Metern bis zum Juli 1930 durch Schüler des Realgymnasiums unter Leitung Heinkes aus 500 Tonnen Letten ausgegraben und freigelegt. Der als Zittauer Sumpfzypresse bekannte Fund wurde im September 1932 nach Zittau transportiert und am 7. September vor dem Johanneum aufgestellt.
Im Jahre 1932 erarbeitete Heinke den erdgeschichtlichen Teil der Heimatausstellung in Schirgiswalde, ebenso im Folgejahr zur Tausendjahrfeier der Oberlausitz in Bautzen und in Zittau. In dem Osterferien 1934 unternahm er eine Exkursion nach Griechenland. Dabei verunglückte er am Karfreitag auf der Fahrt vom Kap Sounion nach Athen und verstarb am Ostermontag in Athen an seinen schweren Kopfverletzungen.
Im Realgymnasium Zittau fand am 10. April 1934 eine Gedenkfeier für Heinke statt. Sein Sarg wurde am 1. Mai 1934 von Hamburg nach Zittau überführt, auf dem letzten Abschnitt auf der Görlitzer Straße bis zur Trauerhalle durch ein Spalier von Schülern. Heinke wurde am 2. Mai 1934 auf dem Zittauer Frauenfriedhof feierlich beigesetzt.

## Schriften
Heinke veröffentlichte zunächst in der Oberlausitzer Heimatzeitung und in den beiden Teilen des Lausitzer Wanderbuches. Im September 1924 erschienen als wöchentliche Beilage zu den Zittauer Nachrichten und Anzeiger die Zittauer Heimatblätter. Sie waren die erste heimatkundliche Zeitungsbeilage nach dem Ersten Weltkrieg, der erste Artikel unter dem Titel Die Zittauer Landschaft wurde von Heinke verfasst. Zusammen mit dem Lehrer Ernst Gäbler aus Kleinschönau gestaltete Heinke 1924 eine Lichtbildreihe zur Geologie der Südlausitz. 1931 verantwortete Heinke die Herausgabe des Lusatia-Jahrbuches, das jedoch nur in einem Jahrgang erschien. Weitere Aufsätze veröffentlichte er in den Abhandlungen der Naturforschenden Gesellschaft zu Görlitz. Außerdem hielt er eine Vielzahl von Vorträgen, insbesondere zu Geologie der Südlausitz.
- Zittauer Geschichte- und Museumsverein, Wolfram Lange (Hrsg.): Curt Heinke - Afrikareise eines Zittauer Lehrers und Geologen: die Reiseberichte Dr. Curt Heinkes aus dem Jahre 1929 , Verlag Gunter Oettel 2008, ISBN 978-3-938583-30-2

## Ehrungen

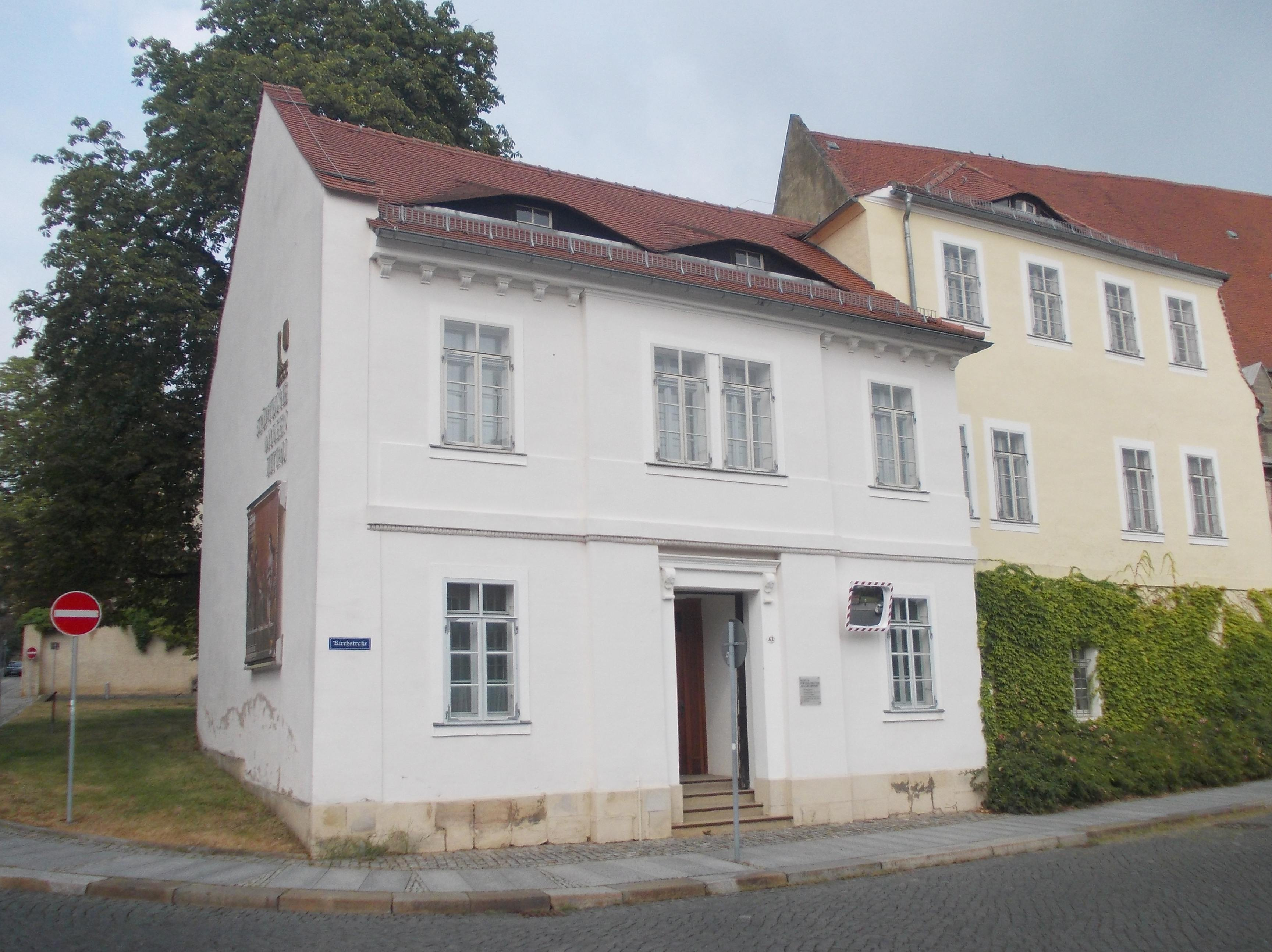
Dr.-Curt-Heinke-Museum in Zittau

Im Herbst 1934 beschloss die Lusatia, zum Gedenken an Heinke am Hang der Lausche einen Steinobelisken aufzustellen. Jedoch wurde dieses Projekt nicht realisiert. Stattdessen ließ der Verband Lusatia 1936 auf dem Breiteberg nach Entwürfen des Zittauer Architekten Richard Schiffner einen steinernen Aussichtsturm errichten, der den Namen „Dr.-Curt-Heinke-Turm“ erhielt. 1937 ließ die Lusatia in den Jonsdorfer Mühlsteinbrüchen eine Gedenktafel für Heinke und den 1937 verstorbenen Jonsdorfer Kantoren Reinhold Bauer anbringen.
Das Heimatmuseum für Geologie wurde 1967 wegen des wachsenden Platzbedarfs der Erweiterten Oberschule aus dem Johanneum in das Haus II der Ingenieurschule für Energietechnik (ehemalige Bauschule) an der Schliebenstraße umgelagert. Am 14. Mai 1976 wurde im Exnerschen Haus an der Kirchstraße das Dr.-Curt-Heinke-Museum für Geologie der Südostoberlausitz als Nebenstelle des Zittauer Stadtmuseums eröffnet.
1984 war der Geologentag des Bezirkes Dresden in Zittau dem 50. Todestag von Curt Heinke gewidmet.